# Самедов, Шукюр Гаджибала оглы
Шукюр Гаджибала оглы Самедов (азерб. Şükür Hacıbala oğlu Səmədov; род. 1965, Шабран (город)) — азербайджанский кларнетист. Народный артист Азербайджана (2005). Доцент кафедры духовых и ударных инструментов Бакинской музыкальной академии. В 1990-х годах — солист военного оркестра КВВМКУ им. С. Кирова.

## Биография
Шукюр Гаджибала оглы Самедов родился в 1965 году в Шабранском районе. В 1989 году окончил Азербайджанскую государственную консерваторию по специальности «кларнет». С 1983 по 1985 годы служил в армии и играл в военном оркестре в городе Москва.
С 1986 года является концертмейстером кларнетного квартета симфонического оркестра Азербайджанского государственного оперного театра, с 1998 года — также симфонического оркестра имени Узеира Гаджибекова. С 2004 года является директором симфонического оркестра имени Узеира Гаджибекова.
С 2002 года преподает в Бакинской музыкальной академии, с 2014 года является доцентом кафедры духовых и ударных инструментов.

## Награды и звания
- Заслуженный артист Азербайджана (2002)[1]
- Народный артист Азербайджана (2005)[2]
- Лауреат Президентской премии (2021[3], 2022[4], 2023[5])